# Харлун
Харлу́н (бур. Харлан) — посёлок в Бичурском районе Бурятии. Входит в сельское поселение «Среднехарлунское».

## География
Крайний западный населённый пункт района. Расположен на правом берегу реки Чикой, в устье реки Барун-Харлун, в 7 км к юго-западу от центра сельского поселения — улуса Средний Харлун. В 6 км восточнее посёлка проходит региональная автодорога Р441 Мухоршибирь — Бичура — Кяхта.

## Население
| 2002 | 2010 |
| ---- | ---- |
| 63   | ↘34  |

## Инфраструктура
Начальная общеобразовательная школа, сельский клуб.